# Jean-Nicolas Démeunier
Jean-Nicolas Démeunier, francoski uradnik in politik, * 15. marec 1751, † 2. februar 1814.
Bil je izvoljen v Narodno skupščino Francije leta 1789, a je zbežal v ZDA med vladavino terorja.